# Sminthopsis boullangerensis
Sminthopsis boullangerensis is een roofbuideldier uit het geslacht van de smalvoetbuidelmuizen. De wetenschappelijke naam van de soort werd voor het eerst geldig gepubliceerd door Crowther et al. in 1999.

## Taxonomie
De taxonomische status van deze soort is erg onzeker, de soort wordt door verschillende auteurs ingedeeld als een ondersoort van Sminthopsis fuliginosa.

## Kenmerken
S. boullangerensis lijkt op S. griseoventer, maar heeft een langere staart en geen entoconiden op de tweede en derde onderkiezen (m2 en m3). De kop-romplengte bedraagt 68 tot 88 mm, de staartlengte 64 tot 98 mm, de achtervoetlengte 13,9 tot 20 mm, de oorlengte 12,2 tot 17,9 mm en het gewicht 9,5 tot 17 g. In augustus worden tot acht jongen geboren.

## Verspreiding
Deze soort komt voor op Boullanger Island voor de kust van West-Australië, in het nationaal park Lesueur op het nabijgelegen vasteland nabij Jurien Bay en waarschijnlijk als subfossiel bij Hastings Cave.

## Onderverdeling
De populatie op Boullanger werd in 1985 ontdekt en aanvankelijk geïdentificeerd als S. dolichura, maar in 1999 als een nieuwe ondersoort van Sminthopsis griseoventer, S. g. boullangerensis, beschreven en in 2005 als een aparte soort erkend, in plaats van een ondersoort van S. griseoventer. Het is mogelijk dat beide soorten op het vasteland bij Boullanger samen voorkomen.
Sminthopsis aitkeni · Sminthopsis archeri · Sminthopsis bindi · Sminthopsis boullangerensis · Sminthopsis butleri · Dikstaartsmalvoetbuidelmuis (Sminthopsis crassicaudata) · Sminthopsis dolichura · Sminthopsis douglasi · Sminthopsis froggatti · Sminthopsis fuliginosus · Sminthopsis gilberti · Sminthopsis granulipes · Sminthopsis griseoventer · Sminthopsis hirtipes · Sminthopsis leucopus · Sminthopsis macroura · Gewone smalvoetbuidelmuis (Sminthopsis murina) · Sminthopsis ooldea · Sminthopsis psammophila · Sminthopsis stalkeri · Sminthopsis virginiae · Sminthopsis youngsoni